# Scarlett (album)
Scarlett – drugi album polsko-rusińskiej grupy pop-rockowej LemON, wyprodukowany przez członków zespołu, wydany w listopadzie 2014 przez Warner Music Poland. Pierwszym singlem został utwór „Ake”, drugim - tytułowy „Scarlett”, a jako trzeci promo-singel wydano piosenkę „Jutro”. Był nominowany do nagrody Fryderyka 2015 w kategorii Album Roku Pop. W październiku 2023 nagrania uzyskały certyfikat dwukrotnie platynowej płyty.

## Lista utworów

### Wersja podstawowa (CD)
| 1.  | „Stary film” (sł. Igor Herbut muz. Herbut/Piotr Walicki)                                                | 4:23  |
|     | |       |
| 2.  | „Ake” (sł. Igor Herbut muz. Igor Herbut/Piotr Walicki)                                                  | 3:47  |
|     | |       |
| 3.  | „Scarlett” (sł. Małgorzata Dacko/Igor Herbut muz. Herbut/Piotr „Rubens” Rubik/Piotr Walicki)            | 4:34  |
|     | |       |
| 4.  | „Lwia część” (Igor Herbut)                                                                              | 4:30  |
|     | |       |
| 5.  | „Fantasmagoria” (sł. Igor Herbut muz. Igor Herbut/Piotr Walicki)                                        | 4:50  |
|     | |       |
| 6.  | „Jutro” (sł. Małgorzata Dacko/Igor Herbut muz. Igor Herbut/ Piotr „Rubens” Rubik/Piotr Walicki)         | 4:09  |
|     | |       |
| 7.  | „Pid obłaczkom” (łemkowska pieśń ludowa)                                                                | 1:58  |
|     | |       |
| 8.  | „Płatek” (Igor Herbut)                                                                                  | 4:26  |
|     | |       |
| 9.  | „O niczym” („Peron”) (sł. Małgorzata Dacko/ Igor Herbut muz. Igor Herbut/Adam Horoszczak/ Piotr Kołacz) | 3:31  |
|     | |       |
| 10. | „Hollow” (Igor Herbut)                                                                                  | 5:37  |
|     | |       |
| 11. | „Spójrz” (sł. Małgorzata Dacko/Igor Herbut muz. Igor Herbut/ Piotr „Rubens” Rubik)                      | 5:07  |
|     | |       |
| 12. | „Cinematic” (Igor Herbut)                                                                               | 7:04  |
|     | |       |
|     | | 53:56 |
|     | |       |

### Edycja specjalna (CD + DVD)

#### CD
Oprócz powyższych utworów CD zawiera Bonus:
- 13. „Scarlett” (Black Kiss Records Live Session)
- 14. „Płatek (świątecznie)”

#### DVD
1. Black Kiss Records Live Session („Cinematic”, „Jutro”, „Lwia część”, „Płatek”, „Scarlett”)
2. „Ake” (teledysk)
3. „Jutro” (teledysk)
4. „Scarlett” (teledysk)
5. „Scarlett” (making of)